# Das Klippergespenst
Das Klippergespenst ist ein Jugendbuch des Autors Martin Selber. Es erschien erstmals 1970 beim Gebrüder-Knabe Verlag Weimar und schon 1972 für den westdeutschen Markt im Rowohlt Verlag und dort in mindestens fünf Auflagen. 1980 erfolgte eine Übersetzung ins Niederländische.

## Handlung
Der junge Deutsche Hannes Klaasen erleidet im Jahr 1848 vor Boston mit dem niederländischen Schiff Veendam Schiffbruch. Die unversehrt überlebende Mannschaft wird in Boston in einem Seefahrerheim untergebracht. Schon am zweiten Tag fällt er auf einen deutschen Landsmann mit Namen Heinrich Kütters herein, der ihm das Märchen von seinem angeblichen Goldfund in Kalifornien auftischt. In Wirklichkeit arbeitet Kütters für einen windigen Heuerbaas, der unbedarfte Seeleute für die gerade aufkommenden Klipper anheuert. Hannes Klaasen unterschreibt leichtgläubig einen Heuervertrag als Steuermannsgehilfe. Der Heuerbaas zahlt Kütters daraufhin ein paar Dollar Fangprämie aus und Hannes Klaasen merkt, dass er betrogen worden ist. Anschließend wird er mit Gewalt auf die Richmond geschleppt, hat aber trotz allem damit ein noch besseres Los erwischt als die betrunkenen Matrosen, die am gleichen Abend aus den Kneipen des Hafens auf das Schiff schanghait werden. Unter dem strengen Regiment des Kapitäns O’Connor ist geplant, in 90 Tagen San Francisco in Kalifornien zu erreichen. Vieles spricht aber gegen diese neuen, schnellen Klipper, da deren geldgierige Kapitäne ihre Schiffe nicht selten durch riskante Fahrweise auf den Grund des Meeres jagen. O’Conner ist auch einer, der die Richmond bei jedem Wetter am Rand der Belastungsgrenze durch die See knüppelt. Bei den abergläubischen Matrosen geht daher das Gerücht vom „Klippergespenst“ um, welches bereits zahlreiche Klipper auf dem Gewissen haben soll. Kapitän O’Connor erkennt die Fähigkeiten von Hannes Klaasen, der als Rudergänger gut und zuverlässig arbeitet. Er macht ihm das Angebot, auf der Rückreise die doppelte Heuer zu zahlen. Klaasen möchte jedoch gemeinsam mit dem Schiffsjungen Mike Milton sein Glück beim Goldsuchen probieren. Dieses Vorhaben geht gründlich schief. Die beiden unerfahrenen Neulinge werden von einem Händler für Ausrüstung übervorteilt, von anderen Goldsuchern ausgeraubt und landen anschließend im Knast. In der Nacht bricht Feuer aus und sie gelangen bei ihrer Flucht aus der brennenden Stadt wieder auf die Richmond. Dort erfährt Klaasen, dass ihn der Kapitän nach der Rückkehr in Boston nicht vom Schiff lassen wird. Außerdem hat er die äußerst riskante Schiffsführung des Kapitäns gründlich satt. Gemeinsam mit dem Matrosen Lionel Parker wird die Flucht vom Schiff geplant. Sie vergiften das Trinkwasser, deswegen muss Kapitän O’Connor zwecks Wasseraufnahme vor Feuerland ankern. Hannes Klaasen und Mike Milton werden als bewaffnete Wachen an Land geschickt, können jedoch fliehen. Später treffen sie auf Lionel Parker, welcher das Schiff in Brand gesteckt hat und während des Durcheinanders der Löscharbeiten unbemerkt an Land gegangen ist. Nachdem die drei einige Zeit in der Wildnis gelebt haben, nimmt sie ein chilenisches Dampfschiff auf. Dessen Kapitän meint, dass die Reeder und Kapitäne die Story vom Klippergespenst als Schuldigen für die Schiffsverluste erfunden hätten, was die einfachen Matrosen natürlich glaubten. Das chilenische Schiff nimmt Kurs auf Charleston. Während Parker, der sich selbst zum Bootsmann befördert hat, an Bord bleibt, mustern Hannes Klaasen und Mike Milton ab und fahren nach Boston. Klaasen erfährt dort, dass die Richmond als vermisst  gemeldet wurde und möglicherweise gesunken ist. Er entschließt sich, die Seefahrtsschule zu besuchen, dort sein Steuermannspatent zu machen und kehrt in die Heimat zurück.